# ネットマークス
株式会社ネットマークス（英: Netmarks Inc.）は、かつて東京都江東区豊洲に本社を置いていた日本の情報通信会社でシステムインテグレーター（ユーザー系）。

## 沿革
- 1997年（平成9年）3月 - 住友電気工業システムインテグレーション事業部門(情報通信システム部)より分離、独立し、株式会社ネットマークス設立。エンジニアリング・サポート部門(ESC、公共・文教向け事業部門の前身)、サポート・サービス部門(CSC、ネットマークスサポートアンドサービスの前身)、技術サポート部門(TSC、テクニカルソリューションセンターの前身)で組織編制される。
- 1998年（平成10年）2月 - 港区港南にネットワークサポートソリューションセンター(NSS)を開設。
  - 9月 - 株式会社ヒューコムとファイバ・チャネル事業で提携し、ヒューコムからの出向人員により、ファイバ・チャネル事業部門が設立。
- 1999年（平成11年）    - 兼松エレクトロニクス株式会社、オープン・システム営業本部からの多数の転籍人員により、エンタープライズ向け事業部門が設立。
  - 10月- 株式会社ディエスシーの全株式を取得。サポート・サービス部門(NSS)とディエスシーを統合し、株式会社ネットマークスサポートアンドサービスに商号変更。
- 2000年（平成12年）4月- 住友電装株式会社からネットワークシステム事業の譲渡を受ける。
  - 5月- CiscoSystems,Inc.のゴールドパートナー認定資格を取得。
  - 7月- CiscoSystems,Inc.のIP Telephonyスペシャリゼーションを取得。
- 2003年（平成15年）6月12日 - 東京証券取引所2部上場。
  - 10月- エス・アンド・アイ株式会社を子会社化。
- 2004年（平成16年）3月 - スターネット株式会社を子会社化。
- 2005年（平成17年）3月 - 東京証券取引所1部指定替え。
  - 6月 - 代表取締役社長が長尾 多一郎(現顧問)から大橋 純(元 株式会社NTTデータ三洋システム 代表取締役社長)へ交代。
  - 5月 - 株式会社ネットマークスサポートアンドサービスの事務所が品川から東陽町に移転。
- 2006年（平成18年）4月 - 日本テレコム株式会社（現：ソフトバンクテレコム）と共同出資で、日本テレコムネットワークシステムズ株式会社を設立｡
- 2007年（平成19年）2月 - 株式会社デジタルデザイン（現：SAMURAI&J PARTNERS）より、12億1300万円と遅延損害金の支払いを求めて提訴される。
  - 2月 - 大株主である住友電気工業は日本ユニシスに対し、株式公開買付け（TOB）実施による保有株式の売却を発表。
  - 6月7日 - 日本ユニシスの連結子会社になる。
  - 7月3日 - 東証の監理ポストに割り当て。（2007年3月期有価証券報告書を法定期限の7月2日までに提出できなかったため）
  - 8月3日 - 債務超過により、東京証券取引所2部指定替え。
- 2008年（平成20年）6月30日 - 本社及び技術本部を江東区に移転。[1]
- 2010年（平成22年）8月1日 - 日本ユニシスの完全子会社となる。
- 2014年（平成26年）3月1日 - 日本ユニシスの100%子会社ユニアデックスと対等合併し、ネットマークスは消滅した。

## 関連会社
- 株式会社ネットマークスサポートアンドサービス
- エス・アンド・アイ株式会社
- 日本テレコムネットワークシステムズ株式会社